# The Torture Club
Pour plus de détails, voir Fiche technique et Distribution.
The Torture Club est un film japonais réalisé par Kōta Yoshida, sorti en 2014.
Le film s'inspire du manga Chotto Kawaii Aian Meiden (Chotto Kawaii Iron Maiden) de Makoto Fukami.

## Synopsis
Muto Yuzuki était prête à commencer une nouvelle vie de lycéenne, jusqu'au jour où elle suit les conseils d'une camarade de classe, Funaki Aoi, et rejoint le "club de torture" qui a pour but d'entraîner des étudiantes à devenir des expertes de l'interrogatoire.
Yuzuki s'avère être une vraie prodige en la matière. Bien qu'elle ne veut pas perdre de temps dans un club pareil, elle commence peu à peu à réaliser tout son potentiel...

## Fiche technique
- Titre international : The Torture Club
- Réalisation : Kōta Yoshida
- Scénario : Kōta Yoshida, Makoto Fukami (manga), Alpha AlfLayla (manga)
- Production : Kadokawa Daiei Studios
- Distributeur : Kadokawa Corporation
- Musique : Akira Matsumoto
- Langue d'origine : Japonais
- Pays d'origine : Japon
- Genre : Érotique, BDSM
- Durée : 107 minutes
- Date de sortie :
  -  Corée du Sud 18 juillet 2014 (Festival international du film fantastique de Puchon)
  -  Japon 19 juillet 2014
  -  Autriche 19 septembre 2014
  -  Espagne 3 octobre 2014
  -  États-Unis 5 novembre 2014

## Distribution
- Reiko Hayama
- Noriko Kijima : Yuzuki Matoh
- Yuki Mamiya : Yuuri Kobashi
- Kanako Mochida
- Nami Motoyama
- Shungiku Uchida
- Mika Yano : Maika Shinzaki
- Haruna Yoshizumi : Aoi Funaki

## Source de la traduction
- (en) Cet article est partiellement ou en totalité issu de l’article de Wikipédia en anglais intitulé « The Torture Club » (voir la liste des auteurs).